# Bankera
Bankera Coker & Beers ex Pouzar (kolcownica) – rodzaj grzybów z rodziny kolcownicowatych (Bankeraceae). Po aktualizacji CABI databases jest synonimem rodzaju Phellodon.

## Charakterystyka
Rosnące na ziemi grzyby kapeluszowe o kolczastym hymenoforze i kruchym miąższu. Owocnik zazwyczaj barwy kremowej, pomarańczowej lub ochrowej. Wysyp zarodników biały, zarodniki kuliste, jajowate, bezbarwne o gładkiej powierzchni. Saprotrofy lub grzyby mykoryzowe.

## Systematyka i nazewnictwo
Pozycja w klasyfikacji: Bankeraceae, Thelephorales, Incertae sedis, Agaricomycetes, Agaricomycotina, Basidiomycota, Fungi (według Index Fungorum).
Takson ten utworzyli William Chambers Coker, Alma Holland Beers i Zdeněk Pouzar w 1955 r. Polską nazwę podali Barbara Gumińska i Władysław Wojewoda w 1983 r. Franciszek Błoński używał nazwy kolczak.
Gatunki:
- Bankera cinerea (Bull.) Rauschert 1988
- Bankera violacea (Quél.) Pouzar 1955

Wykaz gatunków i nazwy naukowe na podstawie Index Fungorum.